# 1996年温布尔登网球锦标赛
1996年温布尔登网球锦标赛是第110屆温布尔登网球锦标赛，從6月24日至7月7日在英國倫敦温布尔登全英草地網球和門球俱樂部舉行的網球比賽。

## 冠军
单打列出冠亚军以及决赛比分，双打列出冠军组合。

### 男子单打
主条目：1996年温布尔登网球锦标赛男子单打比赛
李察·加逸錫（荷兰）6-3 6-4 6-3 马利维·华盛顿（美国）

### 女子单打
主条目：1996年温布尔登网球锦标赛女子单打比赛
施特菲·格拉夫（德国）6-3 7-5 阿蘭查·桑切斯·維卡里奧（西班牙）

### 男子双打
主条目：1996年温布尔登网球锦标赛男子双打比赛
托德·伍德布里奇（澳大利亚）/馬克·伍德福德（澳大利亚）

### 女子双打
主条目：1996年温布尔登网球锦标赛女子双打比赛
玛蒂娜·辛吉斯（瑞士）/海伦娜·苏科娃（捷克）

### 混合双打
主条目：1996年温布尔登网球锦标赛混合双打比赛
西羅·薩克（捷克）/海伦娜·苏科娃（捷克）